# Aglaojoppa rufofemorata
Aglaojoppa rufofemorata là một loài tò vò trong họ Ichneumonidae.